# San Francisco de Borja
San Francisco de Borja ist eine Ortschaft und eine Parroquia rural im Kanton Quijos der ecuadorianischen Provinz Napo. Die Parroquia besitzt eine Fläche von 89 km². Die Einwohnerzahl lag im Jahr 2010 bei 2200. 

## Lage
Die Parroquia San Francisco de Borja liegt an der Ostflanke der Cordillera Real. Die 1700 m hoch gelegene Ortschaft San Francisco de Borja befindet sich am linken Flussufer des in Richtung Nordnordost fließenden Río Coca (Río Quijos) 65 km nordöstlich vom Kantonshauptort Baeza. Die Fernstraße E45 (Tena–Nueva Loja) führt an San Francisco de Borja vorbei. Der Río Quijos begrenzt das Areal im Süden und im Osten.
Die Parroquia San Francisco de Borja grenzt im Osten und im Südosten an die Parroquia Sumaco, im Südwesten an die Parroquia Baeza, im Westen an die Parroquia Cuyuja sowie im Norden an die Parroquias Sardinas und Linares (beide im  Kanton El Chaco).

## Ökologie
Der Westen der Parroquia liegt innerhalb des Nationalparks Cayambe Coca.

## Geschichte
Im ersten Jahrzehnt des 20. Jahrhunderts ließen sich Siedler und Bauern aus dem ecuadorianischen Hochland in dem Gebiet nieder. Am 28. Februar 1952 wurde die Parroquia unter der Bezeichnung „Virgilio Dávila“ gegründet. Im Jahr 1959 erhielt die Parroquia zu Ehren des heilig gesprochenen Jesuiten-Generaloberen Francisco de Borja ihren heutigen Namen. In der jüngeren Vergangenheit haben der Ausbau der Fernstraße und die Ansiedlung von Erdölfirmen zu einem gesellschaftlichen Wandel geführt.